# توره الکساندرسن
توره الکساندرسن (ایتالیایی: Tore Aleksandersen) (زاده ۲۷ آوریل ۱۹۶۸ در مولد)؛ مربی والیبال اهل نروژ که در حال حاضر سرمربی تیم ملی والیبال زنان فنلاند و تیم ایمپل وروتسواف است.وی از آن دسته مربیانی است که به عنوان بازیگر مربی وارد این حرفه نشده است و از همان ابتدا با تحصیل در رشته مربی گری وارد این حرفه شد.